# Kanton Gap-Nord-Est
Der Kanton Gap-Nord-Est war von 1973 bis 2015 ein französischer Wahlkreis im Arrondissement Gap, im Département Hautes-Alpes und in der Region Provence-Alpes-Côte d’Azur. Er bestand aus dem nordöstlichen Teil der Stadt Gap. Die landesweiten Änderungen in der Zusammensetzung der Kantone brachten im März 2015 seine Auflösung.